# Charli D’Amelio

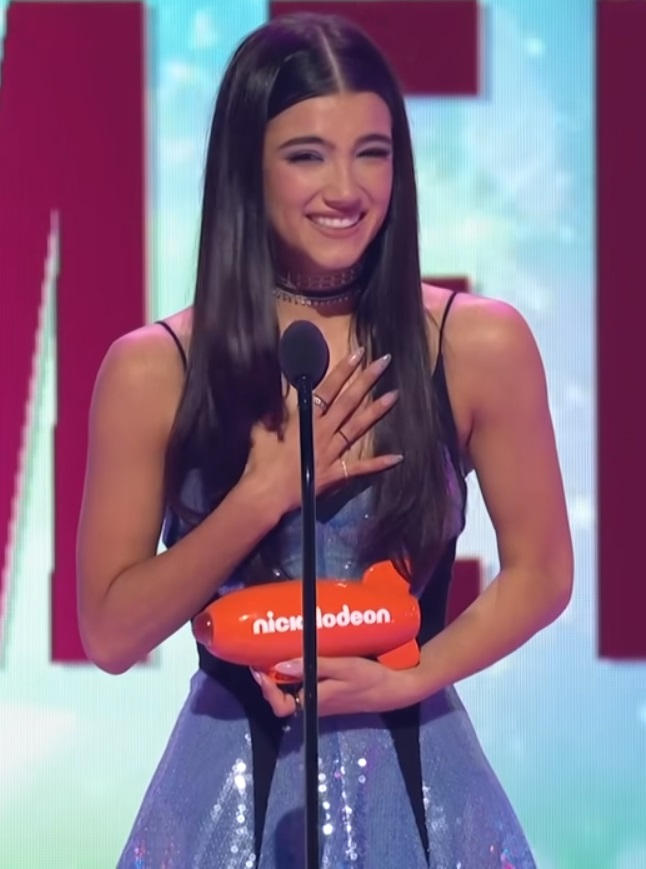
D’Amelio została nagrodzona na ceremonii Nickelodeon Kids’ Choice Awards 2022

Charli Grace D’Amelio (ur. 1 maja 2004 w Norwalk) – amerykańska influencerka, celebrytka i tancerka.
Od początku swojej działalności w mediach społecznościowych zgromadziła 9,1 mln subskrybentów na YouTube, 48,2 mln na Instagramie i 155 mln na TikToku.

## Życiorys
Charli D’Amelio urodziła się 1 maja 2004 w Norwalk w stanie Connecticut. Jest córką polityka Marca D’Amelio i byłej modelki Heidi D’Amelio. Ma starszą siostrę Dixie D’Amelio, która jest Influencerką i piosenkarką. Charli zaczęła tańczyć w wieku 3 lat. Była wyszkoloną tancerką wyczynową przez ponad 10 lat przed rozpoczęciem kariery na TikToku.

## Kariera
W maju 2019 Charli po raz pierwszy zaczęła publikować wideo na platformie TikTok, przesyłając na platformę wideo taneczne do „Trending songs”. Jej pierwszym TikTokiem był lip-sync. W 2019 była menadżerka Sony Music Barbara Jones podpisała kontrakt z D’Amelio wraz ze swoją firmą zarządzająca Outshine Talent. W listopadzie 2019 wraz ze swoją siostrą Dixie dołączyła do Hype House. Piosenkarka Bebe Rexha zaprosiła D’Amelio do wspólnego występu przygotowanego dla Jonas Brothers w listopadzie 2019. W tym samym miesiącu Charli zaczęła publikować filmy na swoim kanale na YouTube.
W styczniu 2020 Charli, razem ze swoją rodziną podpisała kontrakt z United Talent Agency. W lutym 2020 wystąpiła w reklamie Super Bowl wraz z innymi celebrytami. W marcu 2020 wraz z siostrą współpracowały z UNICEF w kampanii przeciwko przemocy. Występowała w programie telewizyjnym Nickelodeon #KidsTogheter: The Nickelodeon Town hall prowadzonym przez Kristen Bell. W tym samym miesiącu nawiązała współpracę z Procter & Gamble w celu stworzenia kampanii #DistanceDance, która miała na celu zachęcenia odbiorców do zachowywania dystansu społecznego w czasie pandemii COVID-19. W maju 2020 ze swoją siostrą podpisały umowy podcastowe z Ramble Podcast Network i obie znalazły się w programie telewizyjnym Graduate Together: America Honors the High School Class of 2020, którego gospodarzem jest LeBron James. W tym samym miesiącu Dixie i Charli opuściły Hype House. W lipcu 2020 w wywiadzie z Dixie potwierdzono, że Industrial Media pracuje nad produkcją reality show z udziałem rodziny D’Amelio. Według magazynu Forbes opublikowanego w sierpniu 2020 D’Amelio zarobiła 4 miliony dolarów dzięki licznym ofertom sponsorowanym, tym samym została drugą najlepiej zarabiającą gwiazdą TikToka zaraz po Addison Rae. We wrześniu 2020 dołączyła do Triller – konkurencyjnej platformy TikToka z racji potencjalnego zakazu korzystania z TikToka w USA. W październiku 2020 wystąpiła w teledysku Jenifer Lopez i Malumy „Pa’ Ti + Lonely” oraz w singlu Bebe Rexha „Baby I’m Jealous”. W październiku 2020 D’Amelio została pierwszą osobą, która zdobyła 100 mln obserwujących na TikToku. W grudniu 2020 Charli wydała swoją pierwszą książkę Essentially Charli: The Ultimate Guide to Keeping It Real.
W kwietniu 2021 pojawiła się w teledysku do piosenki „America’s Sweetheart” amerykańskiego piosenkarza Lil Huddy. W maju 2021 D’Amelio ze swoją siostrą współtworzyły markę odzieżową Hollister’s Social Tourist oraz współpracowały z Simmons Bedding Company, aby zaprojektować własną markę Charli & Dixie x Simmons Matteress. W 2021 zdobyła Światowy Rekord Guinnessa za posiadanie największej liczby obserwujących na TikToku. W 2021 Charli wraz ze swoją rodziną wzięła udział w reality show „The D’Amelio Show”, program emitowany jest w serwisie Hulu. Premiera odbyła się 3 września.
W styczniu 2022 dwutygodnik „Forbes” umieścił ją na pierwszym miejscu najlepiej zarabiających TikTokerek w 2021 z wynikiem 17,5 miliona dolarów. W kwietniu 2022 ujawniono, że dołączy do obsady nowego filmu o zjawiskach nadprzyrodzonych „Home School” produkowanego przez Proxima Media. 25 sierpnia 2022 ogłoszono, że Charli wraz ze swoją matką Heidi będą uczestniczkami programu Dancing with the Stars. 8 września ujawniono, że jej partnerem będzie Mark Ballas. W listopadzie para zwyciężyła w finale programu.
W październiku 2022 wydała swój pierwszy singiel „If You Ask Me To”. 4 marca 2023 współprowadziła rozdanie nagród Nickelodeon Kids’ Choice Awards 2023.

## Życie prywatne
We wrześniu 2020 na swoim Instagramie wyjawiła, że zmagała się z zaburzeniami odżywiania oraz że była ofiarą Body shamingu. W latach 2022–2024 była związana z Landonem Barkerem.

### Aktywizm i działalność charytatywna
Charli otwarcie wyraża poparcie dla ruchu Black Lives Matter, podczas protestów po śmierci George’a Floyda opublikowała wideo na platformie TikTok, w którym wyraźnie potępia morderstwo Floyda. W kwietniu 2020 przekazała 50 tysięcy dolarów szpitalowi w Norwalk podczas pandemii COVID-19.

## Kontrowersje

### Kolacja z D’Amelios
Charli wraz ze swoją siostrą Dixie zostały skrytykowane po premierowym odcinku „Dinner With The D’Amelios”, w którym jedzą wspólnie kolację przygotowaną przez osobistego szefa kuchni Aaorona Maya z rodziną oraz amerykańskim wizażystą Jamesem Charlesem. Internauci oskarżyli zarówno Charli, jak i Dixie o „niegrzeczne” zachowanie w stosunku do kucharza. Podczas filmu Charli wyjawiła, że jest jej przykro, że nie otrzymała 100 milionów obserwujących w rocznicę, w której otrzymała pierwszy milion obserwacji, za co otrzymała dodatkową krytykę internautów, w efekcie D’Amelio straciła ponad milion obserwujących na TikToku w mniej niż jeden dzień. Kilka dni po premierze filmu opowiedziała o całej sytuacji w transmisji na żywo na swoim Instagramie, w którym przeprosiła i stwierdziła, że cała sytuacja jest zwykłym nieporozumieniem.

## Dyskografia

### Single
| Rok  | Tytuł              | Album |
| ---- | ------------------ | ----- |
| 2022 | „If You Ask Me To” | –     |

## Filmografia

### Telewizja
| Rok  | Tytuł                                                           | Źr.    |
| ---- | --------------------------------------------------------------- | ------ |
| 2020 | #KidsTogether: The Nickelodeon Town Hall                        | [ 58 ] |
| 2020 | The Disney Family Singalong                                     | [ 59 ] |
| 2020 | Graduate Together: America Honors the High School Class of 2020 | [ 60 ] |
| 2020 | Here for It with Avani Gregg                                    | [ 61 ] |
| 2021 | The D’Amelio Show                                               | [ 62 ] |
| 2021 | Celebrity Family Feud                                           | [ 63 ] |
| 2022 | Dancing with the Stars                                          | [ 64 ] |

### Dubbing
| Rok  | Tytuł              | Rola   | Źr.    |
| ---- | ------------------ | ------ | ------ |
| 2020 | StarDog i Turbocat | Tinker | [ 65 ] |

### Teledyski
| Rok  | Tytuł              | Artysta                 | Źr.    |
| ---- | ------------------ | ----------------------- | ------ |
| 2020 | „Baby I’m Jealous” | Bebe Rexha z Doja Cat   | [ 66 ] |
| 2020 | „Pa’ Ti + Lonely”  | Jennifer Lopez i Maluma | [ 67 ] |

## Nagrody i nominacje
| Rok  | Konkurs                              | Kategoria                                                            | Rezultat  | Źr.           |
| ---- | ------------------------------------ | -------------------------------------------------------------------- | --------- | ------------- |
| 2020 | People’s Choice Awards               | The Social Star of 2020                                              | Nominacja | [ 68 ]        |
| 2020 | Streamy Awards                       | Breakot Creator                                                      | Wygrana   | [ 69 ] [ 70 ] |
| 2020 | Streamy Awards                       | Creator of the Year                                                  | Nominacja | [ 69 ] [ 70 ] |
| 2020 | Streamy Awards                       | Kampania społeczna #DistanceDance                                    | Nominacja | [ 69 ] [ 70 ] |
| 2021 | Księga rekordów Guinnessa            | Największa liczba obserwujących na TikToku                           | Wygrana   | [ 71 ] [ 72 ] |
| 2021 | Księga rekordów Guinnessa            | Pierwsza osoba, która uzyskała 50 milionów obserwujących na TikToku  | Wygrana   | [ 71 ] [ 72 ] |
| 2021 | Księga rekordów Guinnessa            | Pierwsza osoba, która uzyskała 100 milionów obserwujących na TikToku | Wygrana   | [ 71 ] [ 72 ] |
| 2021 | Nickelodeon Kids’ Choice Awards 2021 | Najlepsza społeczna żeńska gwiazda                                   | Wygrana   | [ 73 ]        |
| 2021 | MTV Movie & TV Awards                | Breakthrough Social Star                                             | Nominacja | [ 74 ]        |
| 2021 | MTV Millennial Awards                | Global Creator                                                       | Nominacja | [ 75 ]        |
| 2022 | Nickelodeon Kids’ Choice Awards 2022 | Najlepsza społeczna żeńska gwiazda                                   | Wygrana   | [ 76 ]        |
| 2023 | Nickelodeon Kids’ Choice Awards 2023 | Najlepsza społeczna żeńska gwiazda                                   | Wygrana   | [ 77 ]        |